# 吕维峰
吕维峰（1958年2月—），山东泗水人。1978年4月加入中国共产党，黑龙江八一农垦大学农经系财会专业毕业，黑龙江大学政治经济学专业硕士研究生学历。历任黑龙江省农垦总局副处长、处长、总经济师、副局长、局长、党委书记等职。2008年1月当选黑龙江省人民政府副省长。2018年1月，被選為黑龍江省政協副主席。